# George Stanich

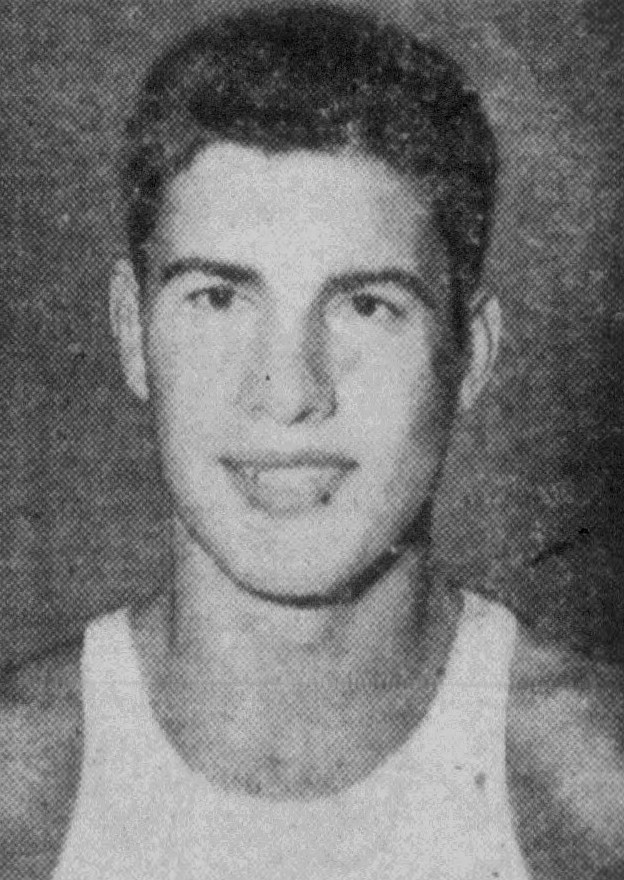
Imagem de George Stanich.

George Anthony Stanich (nascido em 4 de novembro de 1928) é um ex-atleta norte-americano, o qual conquistou a medalha de bronze nos Jogos Olímpicos de 1948 em Londres, na modalidade do salto em altura. Jogou basquete universitário e foi escolhido pelo Rochester Royals na segunda rodada do draft da NBA de 1950.